# The Empire of Diamonds
The Empire of Diamonds er en amerikansk stumfilm fra 1920 af Léonce Perret.

## Medvirkende
- Robert Elliott som Matthew Versigny
- Lucy Fox som Marguerite Versigny
- Henry G. Sell som Paul Bernac
- Léon Mathot som Arthur Graves
- Jacques Volnys som Trazi d'Aricola
- Laurent Morléas som Andre Zarnoff
- Fernand Mailly
- Ruth Hunter som Esther Taylor